# Ullé
Ulle es una localidad española perteneciente al municipio de Jaca, en la comarca de la Jacetania, provincia de Huesca, Aragón. Se ubica en la región geográfica conocida como Canal de Berdún, donde se sitúan las principales vías de comunicación en el valle, y está a unos 7 km de distancia a la capital comarcal. 
Está situado a 920 metros de altitud sobre el nivel del mar , sobre un área conocida como Meseta Lecina, sobre el curso del pequeño arroyo del barranco de Ulle, en la cabecera de la Val Estrecha que se extiende hacia el este. Su población en 2020 era de 34 habitantes (INE 2020). Su patrimonio arquitectónico religioso se compone de una ermita en el acceso al municipio, conocida como Ermita de San Pedro. Dentro del pueblo existe una iglesia  llamada San Martín de Tours, de estilo románico (siglo XIII) en la plaza principal, donde además está el antiguo lavadero. También en las inmediaciones se ubica la ermita de la Virgen del Pueyo (o de Santa Isabel), al oeste de la localidad, que se alza solitaria sobre la cima de un monte a 978 m de altitud.

## Demografía
| Gráfica de evolución demográfica de Ulle entre 1842 y 1860 |
| |
| Población de derecho según los censos de población del INE Población de hecho según los censos de población del INEEntre el censo de 1857 y el anterior, crece el término del municipio porque incorpora a 22575 (Guasa), 225040 (Barós) y 225128 (Ipas) Entre el censo de 1877 y el anterior, este municipio desaparece porque cambia de nombre y aparece como el municipio 22575 (Guasa) |

## Turismo
En el municipio hay varios alojamientos de turismo rural, que completan la oferta turística que se ofrece en la cercana ciudad de Jaca.